# Hospital Felício Rocho
O Hospital Felício Rocho é um dos maiores e mais importantes hospitais gerais de Belo Horizonte, localizado no bairro Barro Preto. Foi inaugurado em 5 de junho de 1942, mas sua constituição foi possível graças ao legado feito em 1937 pelo empresário italiano Felice Natale Rosso ("Felício Rocho"), para a criação de um hospital, gerido por uma fundação mantenedora, que guarda o seu nome: Fundação Felice Rosso. O prédio do hospital seguiu projeto do arquiteto italiano radicado em Minas Gerais, Raffaello Berti, autor dos projetos de inúmeros prédios da capital mineira e seus arredores.
Além de atender pacientes particulares e encaminhados pelos cerca de 60 planos de saúde conveniados, o hospital cumpre sua finalidade filantrópica através do convênio com o Sistema Único de Saúde (SUS) e do atendimento gratuito.
No exercício de 2006, alcançou o percentual de 63,10% dos atendimentos aos pacientes do Sistema Único de Saúde – SUS, apresentando uma produção de 22.084 pacientes por dia em regime de internação em enfermaria pelo SUS, cumprindo seu objetivo principal que é a prestação de serviços hospitalares de alta qualidade.
Atualmente, o Hospital recebe pacientes vindos de todo o país, especialmente dos 853 municípios de Minas Gerais.

## História

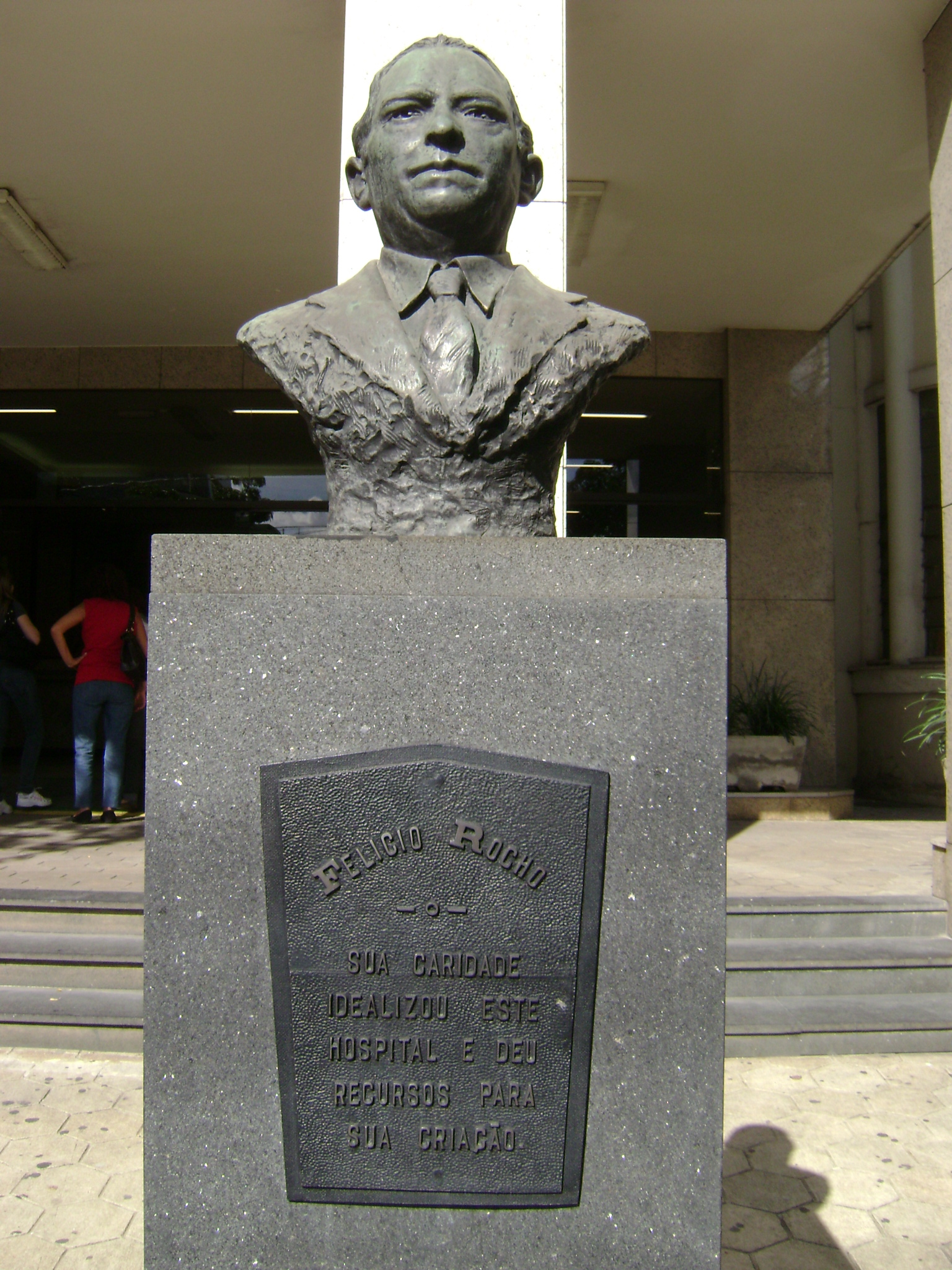
Estátua de Felicio Rocho, o fundador italiano do hospital.

O prédio do hospital seguiu projeto do arquiteto e professor italiano radicado em Minas Gerais, Raffaello Berti, autor dos projetos de inúmeros prédios na capital mineira e seus arredores, bem como na cidade do Rio de Janeiro, a exemplo dos prédios do Jockey Club e do Palácio Tiradentes, atual Câmara dos Deputados.
Além de atender pacientes particulares e encaminhados pelos cerca de 64 planos de saúde conveniados, o hospital cumpre sua finalidade filantrópica através do convênio com o Sistema Único de Saúde – SUS e do atendimento gratuito.
No Estado de Minas Gerais e no Brasil, o Hospital Felício Rocho é uma referência no trato à saúde. Conta com um corpo médico e de enfermagem de excelência, que nada ficam a dever aos de outros centros médicos, dado o seu alto nível de profissionalização e especialização.
O Hospital observa com rigor as premissas do Ministério da Saúde, através de atendimentos ambulatoriais – consultas, exames e terapias.
O parque de equipamentos do hospital comporta a mais avançada tecnologia em saúde disponível no Estado. Ao longo de sua existência o Hospital Felício Rocho vem incorporando, de forma contínua e permanente, novas tecnologias e modernos equipamentos para as mais diversas aplicações, essenciais para o atendimento à saúde e para salvar vidas, principalmente nas questões relativas à Alta Complexidade. É o caso, nesse momento, de investimentos de vultos na aquisição do mais moderno equipamento de Hemodinâmica em Terceira dimensão (3D)em atividade em Belo Horizonte, adquirido em pregão público, através de recursos do Fundo Nacional de Saúde (FNS) para atender a todos os pacientes do Hospital Felício Rocho, especialmente os do Sistema Único de Saúde.
São mais 370 leitos distribuídos em apartamentos e enfermarias, 20 leitos de CTI adulto, 10 leitos de CTI cardiovascular, 15 leitos de CTI pediátrico, 20 salas de cirurgia, sala de recuperação pós-anestésica, sala cirúrgica para procedimentos de otorrinolaringologia e três salas de endoscopia.
A área profissional congrega cerca de 400 médicos, muitos dos quais com renome internacional. Nas áreas administrativas e técnicas, atua um corpo funcional de aproximadamente 1.500 empregados. Atualmente, o Hospital Felício Rocho possui uma Unidade de Transplantes, onde realiza transplantes de coração, rins, pâncreas, rim-pâncreas, córneas e fígado.
Outro serviço disponível no Felício Rocho é o NATE – Núcleo Avançado de Tratamento das Epilepsias, uma das referências nacionais no que diz respeito ao tratamento cirúrgico de um mal que acomete cerca de 2% da população brasileira, a epilepsia.